# Joseph Ersing

Joseph Ersing, vor 1933

Joseph Ersing (auch Josef Ersing) (* 4. Februar 1882 in Ochsenhausen; † 5. August 1956 auf dem Kloster Rottenmünster) war ein deutscher Politiker (Deutsche Zentrumspartei, CDU).

## Ausbildung und Beruf
Joseph Ersing besuchte zunächst die Volksschule in seinem oberschwäbischen Heimatort Ochsenhausen und absolvierte anschließend eine Schreinerlehre, die er 1899 mit der Gesellenprüfung abschloss. Anschließend besuchte er Fortbildungskurse beim Volksverein für das katholische Deutschland in Mönchengladbach. Er nahm als Soldat am Ersten Weltkrieg teil und wurde 1917 verwundet. In den 1920er Jahren gehörte er dem Verwaltungsrat der Deutschen Reichspost an.

## Politische Arbeit
Josef Ersing gehörte in der Weimarer Republik dem Zentrum an. 1919/20 war er Mitglied der Weimarer Nationalversammlung. Anschließend war er bis 1933 Abgeordneter des Reichstags. Zwischen 1930 und 1933 war er Mitglied des Senats der Kaiser-Wilhelm-Gesellschaft. In einer Rede am 19. Januar 1933 hielt er im Haushaltsausschuss des Reichstags eine Rede mit Enthüllungen von Einzelheiten über den Missbrauch öffentlicher Mittel, die zur Unterstützung der Landwirtschaft in den deutschen Ostgebieten gewährt wurden. Damit verschärfte er den  Osthilfeskandal, dem von einigen Historikern Bedeutung im Zusammenhang mit der Ernennung Hitlers zum Reichskanzler zugemessen wird. Es besteht die Vermutung, dass die Verwicklung Hindenburgs in den Skandal seine Entscheidung zur Ernennung Hitlers zum Reichskanzler am 30. Januar 1933 beeinflusste. Gegen Ende des Dritten Reiches wurde Ersing als Verschwörer des 20. Juli 1944 im KZ Ravensbrück inhaftiert.
1945 war er Mitbegründer der CDU und beteiligte sich an der Gründung der CDU in Württemberg-Baden. 1946 war er Mitglied der Vorläufigen Volksvertretung und der Verfassunggebenden Landesversammlung von Württemberg-Baden. Dem ersten Landtag Württemberg-Badens gehörte er von 1946 bis 1950 ebenfalls an.

## Ehrungen
- 1952: Bundesverdienstkreuz (Steckkreuz)
- Nach Ersing ist die Joseph-Ersing-Straße in Ochsenhausen benannt.